# Jordon Forster
Jordon Forster (* 23. September 1993 in Edinburgh) ist ein schottischer Fußballspieler. Der Abwehrspieler steht bei den Kelty Hearts unter Vertrag.

## Vereinskarriere
Jordon Forster, der in Edinburgh geboren wurde, spielte zunächst in der Jugend von Celtic Glasgow. Im Sommer 2010 verließ er die Akademie der Glasgower und wechselte zu Hibernian Edinburgh. Für die Hibs spielte er weiterhin in der Jugend, bevor er in der Winterpause 2011/12 an die Berwick Rangers aus der Third Division verliehen wurde, um dort in zehn Saisonspielen zwei Tore zu erzielen. Ein weiteres Mal wurde Forster zum Saisonbeginn 2012/13 an den FC East Fife aus der Second Division verliehen. Für den Verein aus Fife kam der Defensivspieler in zwölf Spielen zum Einsatz und blieb torlos. Nach seiner Rückkehr nach Edinburgh setzte ihn Pat Fenlon dreimal in den Abstiegs-Play-offs der Premier League ein. Sein Debüt im Trikot der Hibees sollte er im insgesamt 301. Edinburgh Derby gegen Heart of Midlothian geben, wobei er gleich in der Startelf stand. Im letzten Spiel der Saison, welches das Pokalfinale darstellte, verlor Forster der wieder in der Startelf stand, mit Hibernian gegen Celtic Glasgow mit 0:3.
Im Januar 2016 wurde er bis zum Ende der Saison 2015/16 englischen Viertligisten Plymouth Argyle verliehen.